# Escut de Callús
L'escut oficial de Callús té el següent blasonament:
Escut caironat: d'atzur, un castell obert d'or somat d'una creu llatina de gules perfilada d'or. Per timbre una corona de marquès.
S'hi veu el castell Gotmar (també anomenat el Castellet), que es remunta a l'any 883; la corona recorda que els senyors del castell van esdevenir marquesos el 1708. La creu és un senyal religiós tradicional del poble, i està situada damunt el castell perquè recorda l'antic penell que hi havia sobre la torre.

## Història
Va ser aprovat el 2 d'abril de 1998 i publicat al DOGC el 24 d'abril del mateix any amb el número 2626.